# Tamaz Somkhichvili
Tamaz Somkhichvili (en géorgien : თამაზ სომხიშვილი), né le 22 juin 1957 à Tbilissi (RSS de Géorgie), est un homme d'affaires britannico-géorgien. Il est l'un des hommes les plus riches de Géorgie. 

## Biographie

### Jeunesse et études
Tamaz Somkhishvili est né le 22 juin 1957 à Tbilissi, alors en république socialiste soviétique de Géorgie. Il est le fils de Valérian Amiranovitch Somkhichvili et de Lili Archilovna Memikichvili. Il est le deuxième d'une fratrie de cinq enfants. 
Il termine ses études secondaires à Tbilissi en 1973. En 1974, il s'inscrit au collège culinaire de Tbilissi, qu'il termine en 1978 avec un diplôme d'excellence (examen passé en candidat libre). De 1975 à 1977, il sert dans l'armée soviétique, où il termine son service avec le grade de sergent-chef.[réf. nécessaire]
En 1980, il entre à l'Institut pédagogique de Tobolsk, dans la faculté de physique et de mathématiques, d'où il intègre au cours de sa quatrième année l'université d'État de Tioumen, dans la faculté des finances et du crédit. En 2002, Tamaz Somkhichvili soutient sa thèse de doctorat sur le sujet « Conditions et sources de financement des investissements dans le développement de l'industrie pétrolière » à l'Académie nationale d'économie et de gestion publique,.

### Parcours professionnel
À partir de 1978, il travaille en Sibérie, dans la région de Tioumen, sur la construction du gazoduc Ourengoï – Pomary – Oujhorod. Il s'occupe de l'approvisionnement en nourriture et en biens de première nécessité pour les travailleurs du gazoduc. Grâce à ses compétences organisationnelles, il devient chef de section approvisionnement en quelques mois.
De 1980 à 1987, il occupe divers postes de direction dans le secteur de la restauration à Tobolsk.
À partir du milieu des années 1980, l'entrepreneuriat est progressivement autorisé en URSS et en 1987, Tamaz Somkhichvili fonde la coopérative « Kolkhida », spécialisée dans le commerce de gros de produits alimentaires et la restauration. À la fin des années 1980, il achète un restaurant à Tioumen et y organise une production de confiserie. L'atelier de confiserie se transforme en une petite usine de gâteaux.  
En 1991, après l'effondrement de l'URSS, Tamaz Somkhichvili commence à explorer de nouveaux segments commerciaux, notamment le secteur pétrolier, en se lançant dans la vente au détail de produits pétroliers. En deux ans, il devient un partenaire important dans la région de Tioumen pour de grandes entreprises pétrolières. Au milieu des années 1990, il développe son entreprise pétrolière à l'échelle de l'ex-URSS, devenant un opérateur pétrolier majeur. Il s'occupe de l'achat, du raffinage et de la vente de produits pétroliers. À partir de 1999, il construit sa production pétrolière à partir de zéro, créant deux entreprises : « Tomskneft » et « Danao Engineering ». L'entreprise Tomskneft découvre un gisement de 16 millions de tonnes de pétrole et 11 milliards de mètres cubes de gaz dans deux de ses champs pétroliers : « Verkhne-Salatski » et « Ioujno-Mildjisni ». Danao Engineering se consacre à la recherche et à l'exploration dans le nord de la région d'Arkhangelsk, dans le district autonome des Nénètses. 
Au début du XXIe siècle, l'entreprise pétrolière de Tamaz Somkhichvili se structure en une chaîne verticale classique « du puits à la station-service », s'occupant de l'extraction, de la vente de pétrole et de produits pétroliers, incluant les opérations d'exportation.
À la fin des années 1990, Tamaz Somkhichvili s'intéresse à l'écologie, étudiant les meilleures pratiques mondiales pour un développement écologique sûr de l'industrie pétrolière. Il devient un fervent défenseur du développement durable. Il s'inquiète à la réduction des dommages environnementaux, à la diminution des émissions nocives et à la lutte contre les émissions de gaz à effet de serre. En 2006, sa société devient la première dans l'espace post-soviétique à signer le protocole de Kyoto. Dans le cadre de cet accord sur la réduction des émissions, des engagements sont pris pour quatre champs pétroliers : Tevlin, Russkinsk, Vategansk et Severo-Pokachev.

## Autres activités

### Philanthropie
Tamaz Somkhichvili est un membre actif de l'Église orthodoxe géorgienne, qu'il considère comme un élément essentiel de la culture géorgienne et de son identité nationale. Il apporte son soutien à l'Église tant en Géorgie qu'à l'étranger.
En tant que membre actif de la diaspora géorgienne au Royaume-Uni, il achète un bâtiment historique pour y installer un temple orthodoxe géorgien à Londres. L'achat de ce bâtiment, qui possède une histoire riche, représente un événement important tant pour l'Église orthodoxe géorgienne que pour la diaspora géorgienne au Royaume-Uni. Cela constitue également une contribution significative à la préservation des bâtiments historiques de Londres, car avant son acquisition, le bâtiment était en déclin et nécessitait des réparations.
En 2018, Somkhichvili organise à Arles, en France, une exposition consacrée au peintre géorgien Niko Pirosmani. Intitulée « Le Vagabond entre les mondes », cette exposition présente ses œuvres aux côtés de celles de Vincent van Gogh, soulignant ainsi l'importance de l'art géorgien sur la scène internationale.
Cette exposition a marqué la redécouverte de l'artiste Niko Pirosmani pour le public français. La première exposition de ses œuvres avait eu lieu en 1969 au Louvre, où elles avaient été accueillies avec un grand succès.  
Il est également l'un des plus grands mécènes de l'université Saint-André le Premier Appelé du Patriarcat de Géorgie.

### Carrière de dirigeant sportif
De 2017 à 2021, Tamaz Somkhichvili est président de la Fédération nationale de tir sportif de Géorgie. Le tir sportif, aux côtés des arts martiaux, est historiquement l'une des principales sources de médailles olympiques pour la Géorgie. En 2017, il fait construire à Tbilissi un club de tir de niveau européen, équipé de dépôts d'armes, de stands de tir et d'infrastructures modernes pour les athlètes. 
Depuis sa jeunesse, Tamaz Somkhichvili s'intéresse au tir avec pistolet et carabine. Il a pratiqué le sambo et le judo à un niveau professionnel et joue au tennis.